# Subsídio agrícola

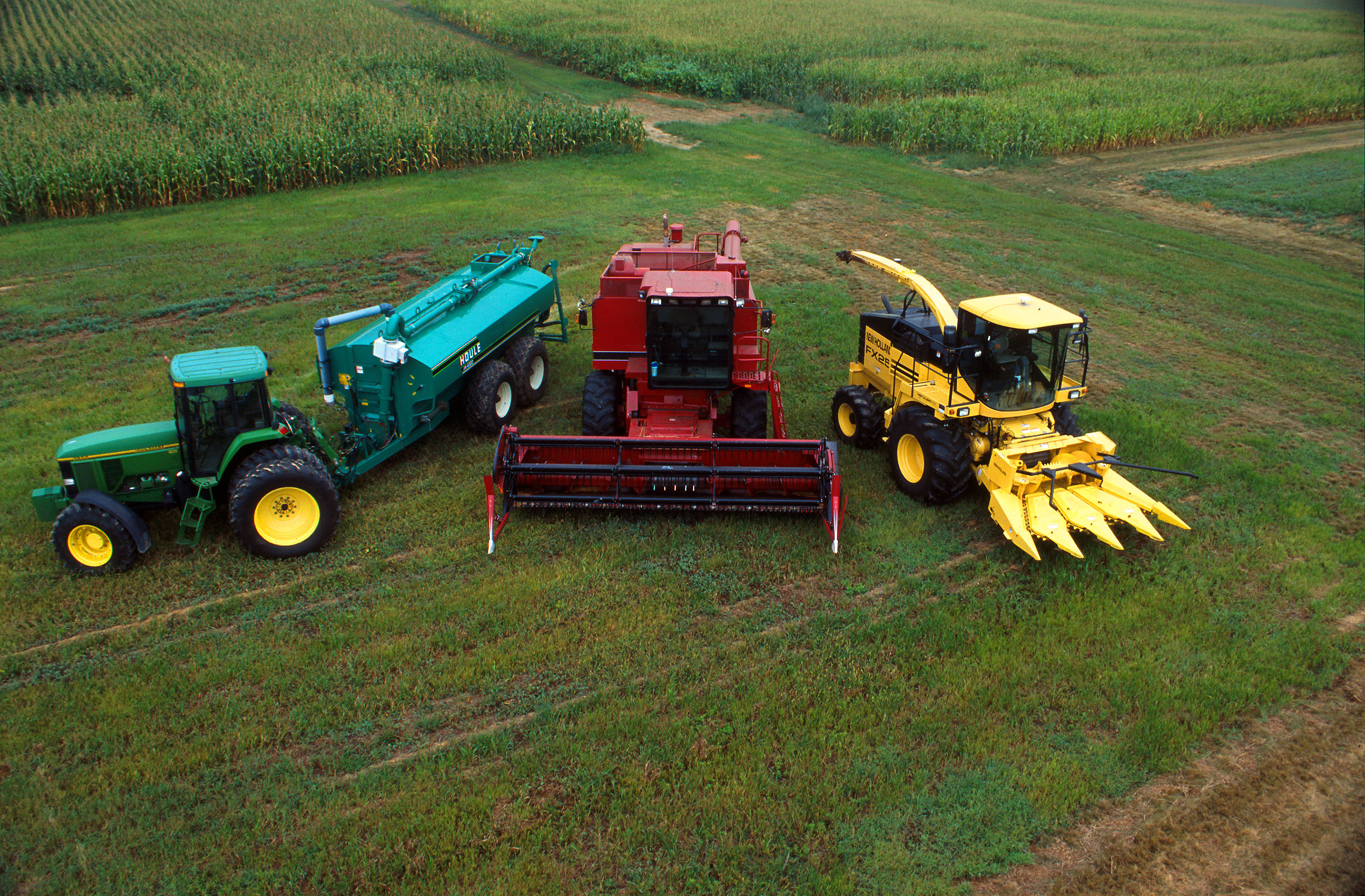
Agronegócio: exposição de um trator John Deere 7800 com reboque de polpa Houle, colheitadeira Case IH e colhedora de forragem New Holland FX 25 com cabeçote de milho

Um subsídio agrícola (também chamado de incentivo agrícola) é um incentivo governamental pago a agroindústrias, organizações agrícolas e fazendas para complementar sua renda, gerenciar o fornecimento de commodities agrícolas e influenciar o custo e a oferta de tais commodities, como trigo, grãos para ração (grãos usados como forragem, como milho, sorgo, cevada e aveia), algodão, leite, arroz, amendoim, açúcar, tabaco, oleaginosas como soja e produtos cárneos como carne bovina, suína e de cordeiro e carneiro.
Um estudo de 2021 da Organização das Nações Unidas para Alimentação e Agricultura descobriu que 540 bilhões de dólares foram concedidos a agricultores todos os anos entre 2013 e 2018 em subsídios globais. O estudo descobriu que esses subsídios são prejudiciais de várias maneiras. Nos países desenvolvidos, prejudicam a saúde ao promover o consumo excessivo de carne. Nos países subdesenvolvidos, eles incentivam o consumo excessivo de alimentos básicos de baixa nutrição. Os subsídios também contribuem para a crise climática, incentivando o desmatamento; e também impulsionam a desigualdade porque os pequenos agricultores, muitos dos quais são mulheres, são excluídos. De acordo com o chefe do PNUD, Achim Steiner, redirecionar os subsídios aumentaria a subsistência de 500 milhões de pequenos agricultores em todo o mundo, criando condições mais equitativas com empresas agrícolas de grande escala. Um relatório separado, do World Resources Institute em agosto de 2021, disse que sem reforma, os subsídios agrícolas “tornarão inúteis vastas extensões de terra saudável”.

## História
As primeiras intervenções conhecidas nos mercados agrícolas foram as leis do milho inglesas, que regulavam a importação e exportação de grãos na Grã-Bretanha e na Irlanda durante séculos. As leis foram revogadas em 1846. Os subsídios agrícolas no século XX foram originalmente concebidos para estabilizar os mercados, ajudar os agricultores de baixa renda e ajudar o desenvolvimento rural.  Nos Estados Unidos, o presidente Franklin D. Roosevelt assinou a Lei de Ajuste Agrícola, como parte do New Deal em 1933. Na época, a economia estava em uma grave depressão e os agricultores estavam experimentando os preços agrícolas mais baixos desde a década de 1890. O plano era aumentar os preços de uma série de produtos agrícolas, pagando aos agricultores para destruir parte de seu gado ou não usar parte de suas terras - algo conhecido como inatividade da terra. Isso levou a uma redução na oferta e menores excedentes agrícolas. Inicialmente eram controlados sete produtos: milho, trigo, algodão, arroz, amendoim, tabaco e leite.
Na Europa, a Política Agrícola Comum (PAC) foi lançada em 1962 para melhorar a produtividade agrícola. Segundo a Comissão Europeia, o ato visa
- Apoiar os agricultores e melhorar a produtividade agrícola, para que os consumidores tenham um fornecimento estável de alimentos a preços acessíveis;
- Garantir que os agricultores da União Europeia (UE) possam ter uma vida razoável;
- Ajudar a combater as alterações climáticas e a gestão sustentável dos recursos naturais;
- Manter as zonas e paisagens rurais em toda a UE;
- Manter viva a economia rural promovendo empregos na agricultura, indústrias agroalimentares e setores associados.[8]

## Impacto

### Preços globais de alimentos e comércio internacional
Embora alguns críticos e defensores da Organização Mundial do Comércio tenham notado que os subsídios à exportação, ao reduzir o preço das commodities, podem fornecer alimentos baratos para os consumidores nos países em desenvolvimento, os preços baixos são prejudiciais para os agricultores que não recebem o subsídio. Como geralmente são os países ricos que podem pagar os subsídios domésticos, os críticos argumentam que eles promovem a pobreza nos países em desenvolvimento ao reduzir artificialmente os preços das safras mundiais.
Geralmente, os países em desenvolvimento têm uma vantagem comparativa na produção de bens agrícolas,  mas os preços baixos das colheitas os encorajam a serem compradores dependentes de alimentos dos países ricos. Assim, os agricultores locais, em vez de melhorar a autossuficiência agrícola e econômica de seu país de origem, são forçados a sair do mercado e talvez até mesmo de suas terras. Isso ocorre como resultado de um processo conhecido como "dumping internacional", no qual os agricultores subsidiados são capazes de "despejar" produtos agrícolas de baixo custo em mercados estrangeiros a custos com os quais os agricultores não subsidiados não podem competir. Os subsídios agrícolas muitas vezes são um obstáculo comum nas negociações comerciais. Em 2006, as negociações na rodada de negociações comerciais da OMC em Doha pararam porque os Estados Unidos se recusaram a reduzir os subsídios a um nível em que as exportações não subsidiadas de outros países seriam competitivas.

Em 2002, Mark Malloch Brown, ex-chefe do Programa das Nações Unidas para o Desenvolvimento, estimou que os subsídios agrícolas custam aos países pobres cerca de 50 bilhões de dólares por ano em exportações agrícolas perdidas:
É a distorção extraordinária do comércio global, onde o Ocidente gasta 360 bilhões de dólares por ano para proteger sua agricultura com uma rede de subsídios e tarifas que custa aos países em desenvolvimento cerca de 50 bilhões de dólares em exportações agrícolas potenciais perdidas. Cinquenta bilhões de dólares é o equivalente ao nível atual de assistência ao desenvolvimento.

### Pobreza nos países em desenvolvimento
O impacto dos subsídios agrícolas nos países desenvolvidos sobre os agricultores dos países em desenvolvimento e o desenvolvimento internacional está bem documentado. Os subsídios agrícolas podem ajudar a baixar os preços para beneficiar os consumidores, mas também significam que os agricultores não subsidiados dos países em desenvolvimento têm mais dificuldade em competir no mercado mundial; e os efeitos sobre a pobreza são particularmente negativos quando são fornecidos subsídios para culturas que também são cultivadas em países em desenvolvimento, uma vez que os agricultores dos países em desenvolvimento devem competir diretamente com os agricultores subsidiados dos países desenvolvidos, por exemplo, no algodão e no açúcar. O IFPRI estimou em 2003 que o impacto dos subsídios custa aos países em desenvolvimento 24 bilhões de dólares em receitas perdidas destinadas à produção agrícola e agroindustrial; e mais de 40 bilhões de dólares são deslocados das exportações agrícolas líquidas. Além disso, o mesmo estudo constatou que os países menos desenvolvidos têm uma proporção maior do PIB dependente da agricultura, em torno de 36,7%, portanto, podem ser ainda mais vulneráveis aos efeitos dos subsídios. Tem-se argumentado que a agricultura subsidiada no mundo desenvolvido é um dos maiores obstáculos ao crescimento econômico no mundo em desenvolvimento; que tem um impacto indireto na redução da renda disponível para investir em infraestrutura rural, como saúde, abastecimento de água potável e eletricidade para os pobres rurais. O montante total de subsídios destinados à agricultura nos países da OCDE excede em muito o montante que os países fornecem em ajuda ao desenvolvimento. No caso da África, estima-se que um aumento de 1% em suas exportações agrícolas totais poderia elevar seu PIB em 70 bilhões de dólares, quase cinco vezes o que a região recebe em ajuda externa total.

### Impacto na nutrição
Uma pesquisa revisada por pares sugere que quaisquer efeitos das políticas agrícolas estadunidenses sobre os padrões de obesidade dos Estados Unidos devem ter sido insignificantes. No entanto, alguns críticos argumentam que os preços artificialmente baixos resultantes dos subsídios criam incentivos insalubres para os consumidores. Por exemplo, nos EUA, o açúcar de cana foi substituído por xarope de milho, o que tornou os alimentos ricos em açúcar mais baratos; a beterraba e o açúcar de cana estão sujeitos a subsídios, controles de preços e tarifas de importação que também distorcem os preços desses produtos.
O preço mais baixo de alimentos densos em energia, como grãos e açúcares, pode ser uma das razões pelas quais pessoas de baixa renda e pessoas com insegurança alimentar em países industrializados são mais vulneráveis ao excesso de peso e à obesidade. De acordo com o Physicians Committee for Responsible Medicine, a produção de carne e laticínios recebe 63% dos subsídios nos Estados Unidos, bem como subsídios de açúcar para alimentos não saudáveis, que contribuem para doenças cardíacas, obesidade e diabetes, com enormes custos para a saúde da população.
As distorções do mercado devido aos subsídios levaram a um aumento no gado alimentado com milho em vez de alimentado com capim. O gado alimentado com milho requer mais antibióticos e sua carne tem maior teor de gordura.

### Empresas não agrícolas
Também são concedidos subsídios a empresas e indivíduos com pouca ligação com a agricultura tradicional. Tem sido relatado que a maior parte do valor dado a essas empresas flui para empresas multinacionais como conglomerados de alimentos, fabricantes de açúcar e destilarias de bebidas. Por exemplo, na França, o maior beneficiado foi o processador de frango Groupe Doux, com 62,8 milhões de euros, seguido por cerca de uma dúzia de fabricantes de açúcar que, juntos, arrecadaram mais de 103 milhões de euros.

### Implicações na economia pública
A intervenção do governo, por meio de subsídios agrícolas, interfere no mecanismo de preços que normalmente determinaria os preços das commodities, muitas vezes criando superprodução de safras e discriminação de mercado. Os subsídios também são um uso ineficiente do dinheiro do contribuinte. Por exemplo, em 2006, o Departamento de Agricultura dos Estados Unidos estimou que a renda familiar média dos agricultores era de 77.654 dólares ou cerca de 17% maior do que a renda familiar média dos EUA. Do ponto de vista da economia pública, subsídios de qualquer tipo funcionam para criar um equilíbrio social e politicamente aceitável que não é necessariamente eficiente de Pareto.

### Implicações ambientais
Um estudo da Organização das Nações Unidas para Alimentação e Agricultura descobriu que 87% dos agricultores de 540 bilhões de dólares concedidos todos os anos entre 2013 e 2018 em subsídios globais são prejudiciais às pessoas e ao meio ambiente. O sistema de monocultura associado à produção subsidiada em larga escala tem sido implicado como um fator contribuinte na desordem do colapso de colônias que tem afetado as populações de abelhas, cuja polinização é um serviço ecossistêmico essencial para a produção de muitas variedades de frutas e vegetais. Os subsídios muitas vezes vão para a produção de carne que tem outras implicações nutricionais e ambientais; e descobriu-se que dos 200 bilhões de dólares em subsídios enviados para plantações entre 1995 e 2010, cerca de dois terços disso foram para ração animal, tabaco e produção de algodão. Por outro lado, os agricultores que produzem frutas e hortaliças não receberam subsídios diretos. O impacto ambiental da produção de carne é alto devido aos requisitos de recursos e energia que entram na produção de ração para o gado ao longo de sua vida útil. Por exemplo, um quilo de carne bovina usa cerca de 60 vezes mais água do que uma quantidade equivalente de batata. Os subsídios contribuem para o consumo de carne, permitindo um custo artificialmente baixo dos produtos à base de carne.

## Alternativas
Os neoliberais argumentam que os atuais subsídios distorcem os incentivos para o comércio global de commodities agrícolas em que outros países podem ter uma vantagem comparativa. Permitir que os países se especializem em commodities nas quais tenham uma vantagem comparativa e depois negociem livremente através das fronteiras aumentaria, portanto, o bem-estar global e reduziria os preços dos alimentos. Acabar com os pagamentos diretos aos agricultores e desregulamentar o setor agrícola eliminaria as ineficiências e o peso morto criados pela intervenção do governo.
No entanto, outros discordam, argumentando que é necessária uma transformação mais radical da agricultura, guiada pela noção de que a mudança ecológica na agricultura não pode ser promovida sem mudanças comparáveis nas arenas sociais, políticas, culturais e econômicas que conformam e determinam a agricultura. Os movimentos agrários organizados de base camponesa e indígena, por exemplo, Via Campesina, consideram que somente mudando o modelo de agricultura industrial, baseado na exportação, no livre comércio e nas grandes fazendas, pode-se deter o que eles chamam de espiral descendente da pobreza, baixos salários, migração rural-urbana, fome e degradação ambiental.